# خندق تونغا

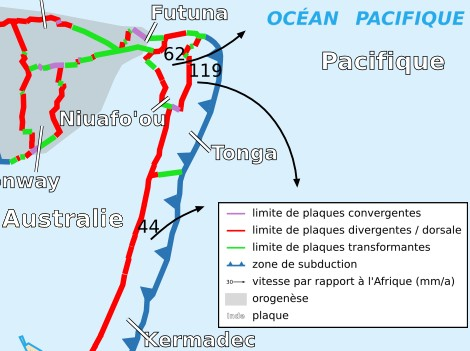
خندق تونغا تحت الماء باللون الأزرق الداكن.

خندق تونغا هو خندق محيطي يقع في المحيط الهادئ بقرب من جزر تونغا، بعمق 10882 مترًا عند أدنى نقطة له، تسمى هورايزون ديب وهي أعمق نقطة في نصف الأرض الجنوبي أو نصف الكرة المائي. وهي ثاني أعمق نقطة معروفة، بعد خندق ماريانا (11034 مترًا كحد أقصى) في نصف الأرض الشمالي وفي نفس المحيط وقبل خندق كوريل (10542 مترًا كحد أقصى).